# Casa del Menandro

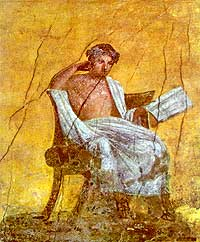
Pittura parietale: Menandro

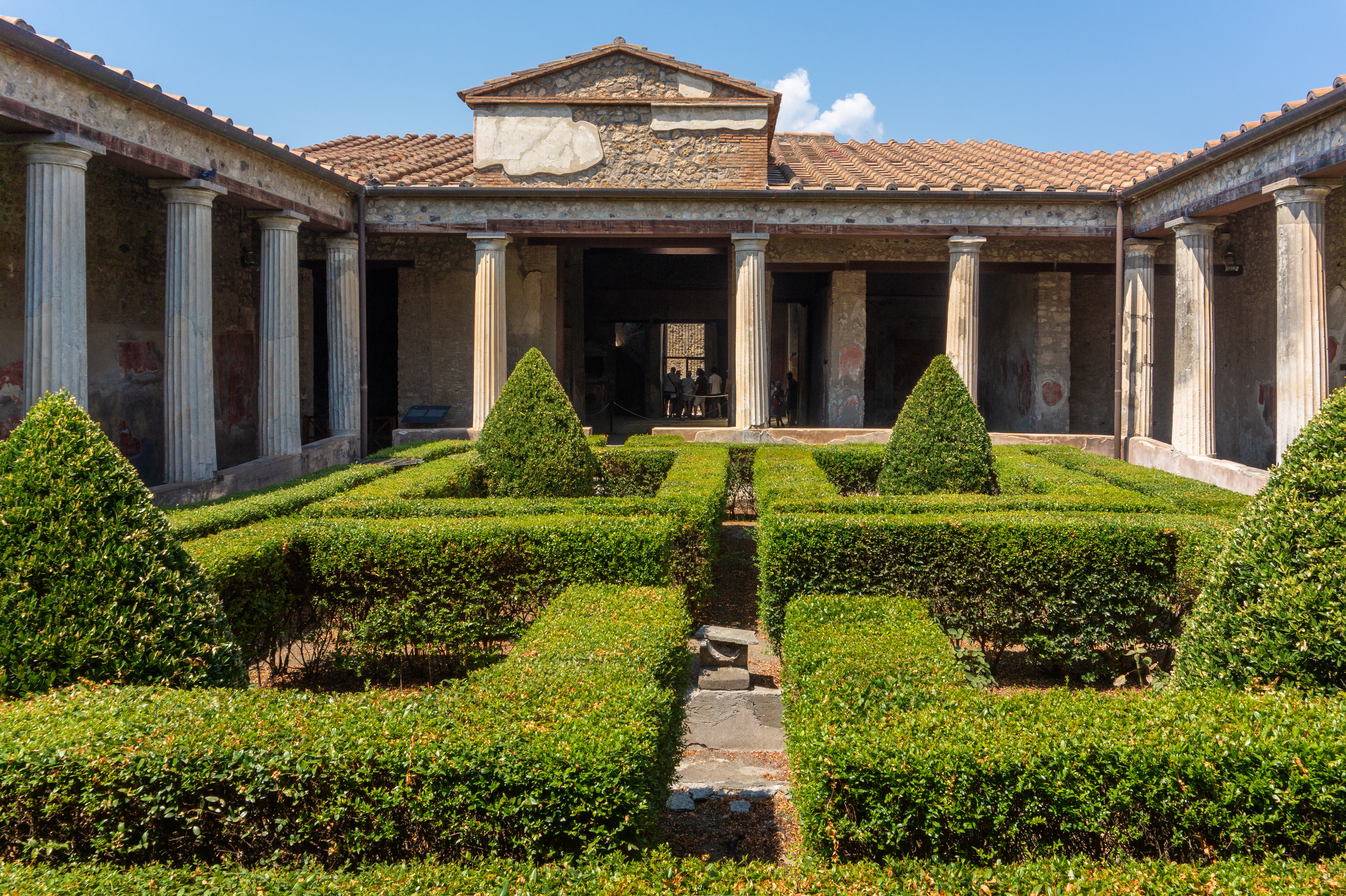
Casa del Menandro con giardino

La casa del Menandro (I 10, 4) è una grande domus urbana dell'antica Pompei di quasi 1800 m². È stata scavata negli anni 1926–1932 ed è un buon esempio di una domus di una famiglia benestante dell'antica Pompei. Prende il nome non dal proprietario della casa, ma dall'immagine del poeta greco Menandro, ritrovata lì.

## Descrizione
La parte più vecchia della casa è composta da un atrio costruito nel 250 a.C. con gli spazi immediatamente circostanti ed è relativamente modesta.
Circa 100 anni più tardi la domus fu modernizzata. Per la porta d'ingresso e per il tablinum furono usati capitelli di tufo. In periodo augusteo la domus fu modificata sostanzialmente; in primo luogo fu edificato un peristilio, utilizzando lo spazio ricavato dall'abbattimento degli edifici residenziali adiacenti. Nello spazio a ponente furono ricavate delle terme. A levante si trova la parte economica della domus. Poco prima dell'eruzione furono eseguite in vari posti della casa ulteriori opere di ammodernamento. Si trovano delle anfore riempite di stucco e un forno provvisorio.
Il nome dell'ultimo abitante della casa è Quinto Poppeo. Il suo nome è stato trovato in un sigillo di bronzo negli alloggi per la servitù.

## Decorazione
La casa è decorata con pitture del quarto stile. La parete posteriore del peristilio mostra una sequenza di nicchie, e in quella centrale si trova una immagine di Menandro, che dà il nome alla casa.
Nel calidarium si trova un grande mosaico con al centro un grande acanto circondato da pesci, delfini e altri animali marini.

## Tesoro
In un corridoio sotto il piccolo atrio delle terme private si trovava un tesoro di 118 vasi d'argento, che erano stati accuratamente avvolti in drappi di stoffa e sistemati in un alto armadio di legno durante i lavori di restauro della casa. In un altro cofanetto in legno, e quindi decomposto, si trovavano anche oggetti in oro e monete per un valore di 1432 sesterzi.

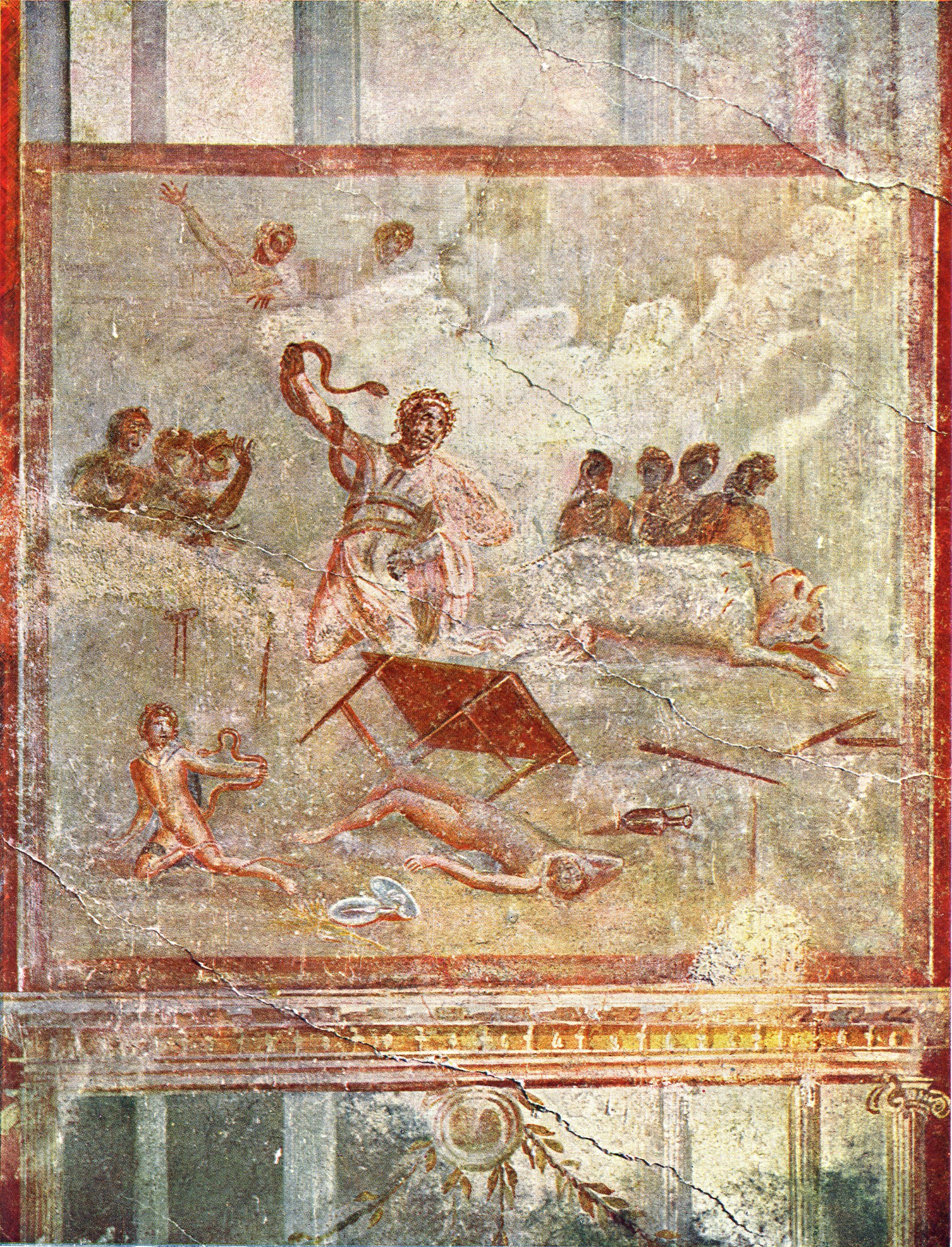
Atrio, pittura muraria: Laocoonte